# Wasserverband Eifel-Rur

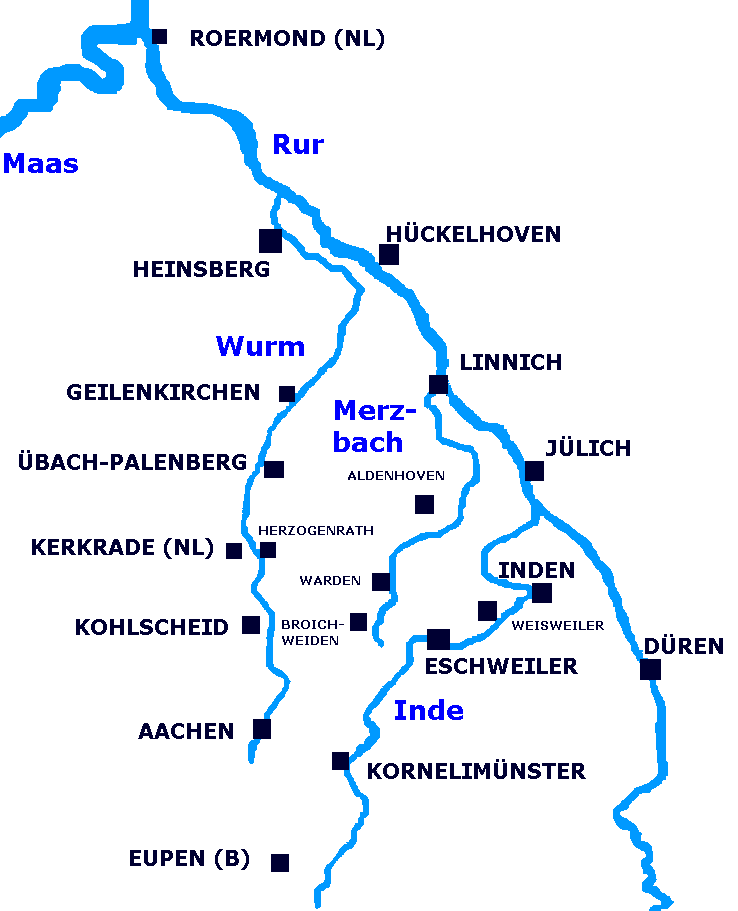
Verlauf von Rur, Inde, Wurm und Merzbach und Mündung in die Maas

Der Wasserverband Eifel-Rur (WVER) ist ein Wasserwirtschaftsverband. Seine Mitglieder sind im Verbandsgebiet die Kommunen und Kreise, Abwasser ableitende gewerbliche Betriebe im Verbandsgebiet und die Trinkwasserversorger. Sein Sitz ist in Düren-Nord.

## Gründung
1990 verabschiedete der Landtag Nordrhein-Westfalen das Gesetz über den Wasserverband Eifel-Rur, das so genannte Eifel-Rur Verbandsgesetz (Eifel-RurVG). Es trat nach einer organisatorischen Übergangszeit am 1. Januar 1993 in Kraft.

## Organe
Organe des WVER sind die Verbandsversammlung, der Verbandsrat und der Vorstand.

### Verbandsversammlung
In die Verbandsversammlung entsenden die Mitglieder entsprechend ihrem Anteil am Gesamtwirtschaftsaufkommens des Verbandes insgesamt 101 Delegierte.
Die Hauptaufgaben der Verbandsversammlung sind die Verabschiedungs des jährlichen Wirtschaftsplans, Beschluss über Änderungen von Satzung und Veranlagungsregeln zur Ermittlung der Beiträge sowie die Wahl des 15-köpfigen Verbandsrates des WVER.

### Verbandsrat
Der Verbandsrat des WVER setzt sich zusammen aus Vertretern der Mitgliedsgruppen, nämlich sechs Vertreter der „kreisfreien Städte und Gemeinden“ im Verbandsgebiet, ein Vertreter der „Kreise“, die zur Gänze im Verbandsgebiet liegen oder von ihm geschnitten werden, ein Vertreter der „Unternehmen und sonstigen Träger der öffentlichen Wasserversorgung“, die vom WVER bereitgestelltes Rohwasser nutzen, zwei Vertretern der „gewerblichen Unternehmen und der jeweiligen Eigentümer von Bergwerken, Grundstücken, Verkehrsanlagen uns sonstigen Anlagen“ sowie fünf Arbeitnehmervertreter (drei Personen aus dem Verband und zwei Gewerkschaftsvertreter).
Aufgaben des Verbandsrats:
- allgemeine Überwachung der Führung der Verbandsgeschäfte
- Wahl eines Vorstandes sowie die Bestellung eines ständigen Vertreters und eines Personaldezernenten
- Abschluss bzw. Kündigung von Tarifverträgen
- Bildung von Handelsgesellschaften, Vereinigungen  bürgerlichen Rechts und Beitritt zu Zweckverbänden
- Festlegung des Wirtschaftsplans
- Genehmigung über- und außerplanmäßiger Ausgaben
- Beschäftigung mit Geschäften, die einen in der Verbandssatzung festgelegten Höchstwert überschreiten
- Befinden über größere Baumaßnahmen, eventuell notwendige Enteignungsverfahren und Inanspruchnahme von Anlagen und Einrichtungen von Mitgliedern

Der Dürener Bürgermeister Frank Peter Ullrich wurde im Februar 2021 zum Vorsitzenden des Verbandsrates gewählt.

## Aufgaben
- Hochwasserschutz und Verstetigung des Wasserflusses
- Bereitstellung von Trinkwasser und Betriebswasser und Ausnutzung der Wasserkraft
- Bewässerung und Entwässerung von Grundstücken
- Beseitigung von Abwässern aus Gewerbe und Privatbereich
- Herstellung von naturnahen Verhältnissen an Gewässern sowie Sicherung des guten Zustandes der Gewässer

## Verbandsgebiet
Das Verbandsgebiet umfasst das in Nordrhein-Westfalen gelegene oberirdische Einzugsgebiet der Rur von Wassenberg im Norden bis Hellenthal im Süden und von Aachen im Westen bis Nörvenich im Osten. Wichtigste Nebengewässer der Rur sind in der Nordeifel Urft und Olef (die in Gemünd in die Urft mündet), Inde und Wurm.
Der Sitz des Verbandes und seiner Verwaltung ist Düren, daneben unterhält der WVER an weiteren Standorten technische Betriebsstätten. Auf der Gesamtfläche von 2087 km² leben etwa 1,1 Mio. Menschen.

## Die Talsperren
Die Talsperren des WVER sind
- Staubecken Heimbach (1,20 Mio. m³)
- Staubecken Obermaubach (1,65 Mio. m³)
- Oleftalsperre (19,30 Mio. m³)
- Wehebachtalsperre (25,10 Mio. m³)
- Urfttalsperre (45,50 Mio. m³)
- Rurtalsperre inkl. Obersee (202,60 Mio. m³)

Sie dienen hauptsächlich dem Hochwasserschutz und der Niedrigwasseranreicherung. Durch Wasserkraftnutzung werden in fünf Kraftwerken im Jahresdurchschnitt 61.000.000 kWh Energie erzeugt. Für die Trinkwasserversorgung werden rund 60 Mio. m³ Rohwasser bereitgestellt und rund 27 Mio. m³ Rohwasser den Talsperren entnommen.

## Sonstiges
Im Verbandsgebiet liegen etwa 1.900 km oberirdische Fließgewässer. Es werden 50 Hochwasserrückhaltebecken und  43 Kläranlagen betreut.
Der Verband beschäftigte 2018 im Mittel 565 Mitarbeiterinnen und Mitarbeiter. Die Bilanzsumme beträgt ca. 750 Mio. Euro.
Am 1. Juni 2017 trat Joachim Reichert die Nachfolge von Wolfgang Firk als Verbandsvorsteher an.